# パウル・コドレア
パウル・コンスタンティン・コドレア（Paul Constantin Codrea, 1981年4月4日 - ）は、ルーマニア・ティミショアラ出身の元同国代表サッカー選手、現サッカー指導者。現役時代のポジションはミッドフィールダー。

## 経歴

### クラブ
生まれ故郷であるLPSバナトゥル・ティミショアラでプロとしてのキャリアをスタートさせる。好パフォーマンスがスカウトの目に留まり、FCディナモ・ブカレストに移籍。1996-97シーズンより同クラブのトップチームに昇格する。しかし出場は2試合に留まり、リーガ2のFCポリテフニカ・ティミショアラに放出された。2シーズン後にFCアルジェシュ・ピテシュティに加入しリーガ1の舞台に復帰した。2年契約を結んでいたが、ここでもベンチスタートの試合が続いた。
2001年夏にセリエBのジェノアCFCへ移籍。初年度にも拘わらずレギュラーポジションを確保した。2003年1月31日、USチッタ・ディ・パレルモに加入。このシーズンでのセリエA昇格を逃したが、翌シーズンにそれを達成した。パレルモに在籍した3年間では、ACペルージャやトリノ・カルチョへの期限付き移籍を経験した。
2006年8月29日、セリエAのACシエーナへ加入することが発表された。加入して最初のシーズンで22試合出場2得点を挙げた。2011年1月31日から半年間はASバーリへのローンでプレーした。
2012年7月21日、リーガ1のFCラピド・ブカレストと2年契約を交わし11年振りに母国へ復帰した。

### 代表
2000年にルーマニア代表デビューを飾った。EURO2008ではヴィクトル・ピツルカの下グループリーグ全3試合にフル出場。決勝トーナメントを控えた2008年3月25日に当時のトラヤン・バセスク大統領からアスリート賞を授与された。

### 指導者
2013年からリーガ5のSSポリテフニカ・ティミショアラの監督に就任。2013年3月18日に行われた初戦を3-0の勝利で飾ったが、翌年11月29日に辞任することを表明した。